# Zoutklier
Een zoutklier is een klier die zout afscheidt. Zoutklieren komen voor bij verschillende reptielen, zoals krokodilachtigen, slangen en hagedissen zoals de zeeleguaan, en bij zeevogels. Zoutklieren stellen dieren die veel zout water binnenkrijgen in staat zich te handhaven door het vermogen om hypertoon natriumchloride uit te scheiden.